# Ravenea rivularis
Ravenea rivularis es una especie de palmera que es originaria de Madagascar.

## Descripción
Es una palmera que alcanza un tamaño de hasta 30 m de altura con el tallo cilíndrico o ligeramente hinchado hacia la mitad, 36-50 cm de diámetro. Entrenudos de 4-10 cm. Con 16-25 hojas, rectas a colgantes, ligeramente arqueadas. Inflorescencia erguida, ramificado en 2 órdenes, de 86-90 cm, 32-45 cm. Las frutas de color rojo brillante, globosas a ligeramente elipsoidales.

## Taxonomía
Ravenea rivularis fue descrita por Jum. & H.Perrier y publicado en Annales du Musée Colonial de Marseille, sér. 3, 1(1): 54–56, t. 29–31. 1913.
Etimología
Ravenea: nombre genérico que fue nombrado por Louis Ravené.
rivularis: epíteto latino que significa "cercano a corrientes de agua".